# Cerocala
Cerocala är ett släkte av fjärilar. Cerocala ingår i familjen nattflyn.

## Dottertaxa tillCerocala, i alfabetisk ordning[1]
- Cerocala albicornis
- Cerocala albifusa
- Cerocala albimaculata
- Cerocala algiriae
- Cerocala autumnalis
- Cerocala basialbissima
- Cerocala basilewakyi
- Cerocala bergeri
- Cerocala biskiensis
- Cerocala caelata
- Cerocala confusa
- Cerocala contraria
- Cerocala decaryi
- Cerocala fulgens
- Cerocala grandirena
- Cerocala ilia
- Cerocala illustrasoides
- Cerocala illustrata
- Cerocala insana
- Cerocala insanella
- Cerocala lineata
- Cerocala machadoi
- Cerocala masaica
- Cerocala megalesia
- Cerocala mindingiensis
- Cerocala munda
- Cerocala oppia
- Cerocala orientalis
- Cerocala perorsorum
- Cerocala ratovosoni
- Cerocala revulsa
- Cerocala rothschildi
- Cerocala sana
- Cerocala sanana
- Cerocala sanella
- Cerocala scapulosa
- Cerocala sokotrensis
- Cerocala subrufa
- Cerocala vermiculosa